# Jan Lauwereyns

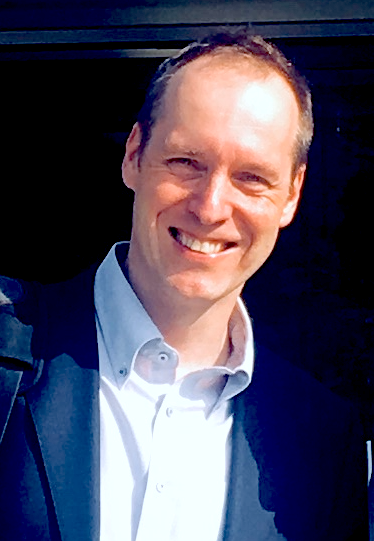
Jan Lauwereyns

Johan Marc José (Jan) Lauwereyns (Antwerpen, 13 mei 1969) is een Vlaamse dichter, schrijver, essayist en wetenschapper. Als neurowetenschapper specialiseert hij zich in de cognitieve en neurale mechanismen van aandacht. Hij publiceerde artikelen in tijdschriften zoals Nature, Neuron en Trends in Cognitive Sciences, en de monografieën The Anatomy of Bias en Brain and the Gaze bij The MIT Press. Als schrijver verwierf hij bekendheid met de roman Monkey business, het essay Splash en de dichtbundel Hemelsblauw (bekroond met de VSB Poëzieprijs).

## Carrière

### Cognitieve neurowetenschapper
In 1998 promoveerde aan de Katholieke Universiteit Leuven op een proefschrift over de intentionaliteit van visuele waarneming. Hij verrichtte onderzoek naar, en doceerde over, de neurale mechanismen van waarneming en decisie aan verschillende instituten in de Verenigde Staten, Nieuw-Zeeland en Japan. Sinds 2010 is hij als Professor verbonden aan de Faculty of Arts and Science en aan de Graduate School of Systems Life Sciences van de Universiteit van Kyushu (Fukuoka, Japan).

### Schrijver
Lauwereyns publiceerde dichtbundels in het Nederlands, het Japans en het Engels. In 2003 kreeg hij de Hugues C. Pernath-prijs voor de dichtbundel Buigzaamheden. In 2012 ontving hij de VSB Poëzieprijs voor Hemelsblauw, een bundel waarin, volgens de laudatio uitgesproken door Kathleen Ferrier, 'elk jurylid andere en nieuwe aspecten vond: humor en lyriek, het verweven van werelden en wereldbeelden, lef en ook elegische stilte, die parabolisch en toch niet moralistisch is en die geslaagd is in het combineren van wetenschap en poëzie.'
Nominaties waren er voor de C. Buddingh'-prijs (voor Nagelaten sonnetten, 1999), de Vlaamse Cultuurprijs voor Kritiek en Essay (voor Splash, 2007), de Herman de Coninckprijs (voor Hemelsblauw, 2012) en de Paul Snoekprijs (voor Zus, 2019). Iets in ons boog diep stond op de longlist voor de Libris Literatuur Prijs 2017. In 2011 schreef Lauwereyns het gedichtendagessay De smaak van het geluid van het hart in opdracht van het Vlaams Fonds voor de Letteren. Lauwereyns werkt vaak samen met andere auteurs en kunstenaars, onder wie Arnoud van Adrichem, Paul Bogaert, Anne-Mie van Kerckhoven, Patricia De Martelaere en Leo Vroman.

### In het Nederlands
- Nagelaten sonnetten. Antwerpen: Manteau, 1999. ISBN 90-223-1519-3
- Het zwijgen van de dichter. Gent: Druksel, 2001.
- Blanke verzen. Tielt: Lannoo, 2001. ISBN 90-223-1519-3
- De boeke-kas. Waartoe zo veel?. Gent: Druksel, 2002.
- Buigzaamheden. Amsterdam: Meulenhoff, 2002. ISBN 90-290-7223-7
- Monkey business. Amsterdam: Meulenhoff, 2003. ISBN 90-290-7378-0
- Het bloembed van de werkelijkheid. Gent: Druksel, 2004.
- Tegenvoetig, tweebenig. Amsterdam: Meulenhoff, 2004. ISBN 90-290-7574-0
- Splash. Nijmegen: Vantilt, 2005. ISBN 90-775-0326-9
- Anophelia! De mug leeft. Amsterdam: Meulenhoff|Manteau, 2007. ISBN 978-90-8542-093-4
- Ik, systeem, de werkelijkheid. (met Leo Vroman en een beeld van Jus Juchtmans) Gent: Druksel, 2007.
- Vloeistof en welvaart. Amsterdam: De Bezige Bij, 2008. ISBN 978-90-2342-878-7
- Lied van het meer. (Radioboek) Brussel: DeBuren, 2008.
- Zwelgen wij denkend rond. (met Leo Vroman) Amsterdam: De Bezige Bij, 2009. ISBN 978-90-2342-994-4
- Stemvork. (met Arnoud van Adrichem) Utrecht: IJzer, 2010. ISBN 978-90-8684-059-5
- De smaak van het geluid van het hart. Amsterdam: De Bezige Bij, 2011. ISBN 978-90-5655-084-4
- Hemelsblauw. Amsterdam: De Bezige Bij, 2011. ISBN 978-90-2345-732-9
- De willekeur. Amsterdam: De Bezige Bij, 2012. ISBN 978-90-2347-246-9
- Oorschelp. (met tekeningen van Bart Baele) Middelburg: Stichting CBK Zeeland (De Slibreeks nr. 144), 2013. ISBN 978-90-6354-181-1
- Theorie van de rondworm. Amsterdam: Koppernik, 2015. ISBN 978-90-8217-513-4
- Monkey Business. (herziene uitgave, in het Duits vertaald door Helga van Beuningen). Frankfurt: Axel Dielmann Verlag, 2015. ISBN 978-3-86638-208-4
- Nouvelle. Amsterdam: Koppernik, 2015. ISBN 978-94-9231-303-4
- Het riool. (met Arnoud van Adrichem) Utrecht: IJzer, 2016. ISBN 978-90-8684-127-1
- Iets in ons boog diep. Amsterdam: Koppernik, 2016. ISBN 978-94-9231-313-3
- Zus. Antwerpen: Polis, 2018. ISBN 978-94-6310-351-0
- Gehuwde rotsen. Amsterdam, Koppernik, 2021. ISBN 978-90-8308-986-7
- Zombie zoekt zielgeno(o)t. Amsterdam, Koppernik, 2023. ISBN 978-90-832-95596
- Leer van de orchidee. Een keuze uit het werk 1991-2024. Amsterdam, Koppernik, 2025. ISBN 9789083448121

### In het Engels
- The Anatomy of Bias: How Neural Circuits Weigh the Options. Cambridge, MA: The MIT Press, 2010. ISBN 978-0-262-12310-5
- Three Poems, met 27 + 3 tekeningen van Johan Velter. Reading: JOUGA, 2010.
- Truths of Stone (Waarheden van steen), met Michael Palmer en een tekening van Nicolas Leus. Gent: Druksel, 2010.
- Shoaling Things (Naar de ondiepte), met Arkadii Dragomoshchenko en een tekening van Anne-Mie Van Kerckhoven. Gent: Druksel, 2011.
- Brain and the Gaze: On the Active Boundaries of Vision. Cambridge, MA: The MIT Press, 2012. ISBN 978-0-262-01791-6
- Rethinking the Three R's in Animal Research: Replacement, Reduction, Refinement. Cham, Switzerland: Palgrave Pivot, 2018. ISBN 978-3-319-89299-3

### In het Japans
- あたまがないへび (Addertje zonder kop). Gent: Druksel, 2009.
- 馬を野に放つ (Een paard vrijlaten in het veld), met Kiwao Nomura en beelden van Kris Martin. Gent: Druksel, 2011.

### In het Frans
- Baudelaise, met Shoichiro Iwakiri en visueel werk van Elly Strik. Gent: Druksel, 2012.